# 秋尾沙戸子
秋尾 沙戸子（あきお さとこ、1957年8月10日 - ）は、日本のジャーナリスト、放送コメンテーター、女優（ウズベキスタン）、作詞家。慶應義塾大学非常勤講師。

## 来歴
愛知県名古屋市出身。東京都立新宿高校を経て、東京女子大学英米文学科卒業。上智大学大学院アジア地域研究博士課程後期単位取得満期退学。
サントリー宣伝部に勤めた後、テレビの報道番組キャスターとしてテレビ朝日「CNNデイウォッチ」、NHK総合「ナイトジャーナル」(93年2月、関口宏のサンデーモーニングに出演した際にNHKのプロデューサーからナイトジャーナルのキャスターのオファーを受けた)、関西テレビ「ワンダラーズ」などに出演した。2001年にはウズベキスタンで製作された映画「オイジョン」に女優として主演、キノショック映画祭審査員賞を受賞した。
民主化移行期の東欧・ソ連、アジア各国で取材活動を行ったほか、フェローとしてジョージタウン大学（ワシントンD.C.）で外交研究を行った。2000年、インドネシア大統領メガワティの半生を描いた『運命の長女- スカルノの娘メガワティの半生』で第12回アジア太平洋賞特別賞受賞。2010年、『ワシントンハイツ - ＧＨＱが東京に刻んだ戦後』で第58回日本エッセイスト・クラブ賞受賞。

## 出演番組
- CNNデイウォッチ（テレビ朝日）
- ナイトジャーナル（NHK総合）
- ワンダラーズ（関西テレビ）

## 作詞提供
- 大森絹子「セビリアの午後（作曲：清岡千穂）」
- TUBE「シンガポールスリング（作曲：織田哲郎）」「Younger than Yesterday（作曲：織田哲郎）」
- 統乃さゆみ「オネアミスの翼〜Remember Me Again〜（作曲：長戸大幸）」
- 早見優「LOVE ATTACK」（日本語詞）
- BLUEW「Shiny」「Be My Dream」

## 著書
- 秋尾沙戸子『レーニン像を倒した女たち: 人は祖国を選べない』サイマル出版会、1993年11月1日。 NCID BN10105496。
- 秋尾沙戸子『運命の長女: スカルノの娘メガワティの半生』新潮社、2000年5月1日。ISBN 978-4104370016。 NCID BA47264305。
- 秋尾沙戸子『ワシントンハイツ: GHQが東京に刻んだ戦後』新潮社、2009年7月1日。ISBN 978-4104370023。 NCID BA90823331。
  - 秋尾沙戸子『ワシントンハイツ: GHQが東京に刻んだ戦後』新潮社〈新潮文庫 9248, あ-68-1〉、2011年7月28日。ISBN 978-4101359861。 NCID BB06405378。
- 秋尾沙戸子『スウィング・ジャパン - 日系米軍兵ジミー・アラキと占領の記憶』新潮社、2012年7月18日。ISBN 978-4104370030。 NCID BB09904363。
- 秋尾沙戸子『京都で、きもの修行　55歳から女ひとり住んでみて』世界文化社、2024年1月19日。ISBN 978-4418235018。 NCID BD08140155。
- 秋尾沙戸子『京都占領：1945年の真実』新潮社〈新潮新書 1070〉、2024年12月18日。ISBN 978-4106110702。 NCID BD09925007。

### 共著
- 『渋谷の秘密：12の視点で読み解く』三浦展監修、隈研吾ほか共著（パルコ、2019年）

## 映画
- オイジョン(Oyijon)[6]　ケイコ役　2001年 ウズベクフィルム製作